# Michael Pergolani
Michael Pergolani (Lubecca, 14 gennaio 1946) è un conduttore radiofonico, scrittore e attore italiano.

## Biografia
Nato a Lubecca in Germania il 14 gennaio 1946 da madre tedesca e padre italiano, si trasferì a Roma assieme alla sua famiglia nel 1950.
Attivo da fine anni sessanta come autore televisivo, conduttore radiofonico, giornalista, scrittore, fotografo, dal 1968 al 1980 visse a Londra da cui corrispose per Ciao 2001 e produsse servizi per il programma televisivo L'altra domenica, presentato da Renzo Arbore (1977-79).

### Cinema

Pergolani nel film Quel maledetto treno blindato (1978) di Enzo G. Castellari.

Nel 1978 interpretò il personaggio di Nick Colasanti in Quel maledetto treno blindato di Enzo G. Castellari. Nel 1980 con tutta la ex squadra de L'altra domenica comparve nel film Il pap'occhio di Renzo Arbore. Con Massimo Troisi e Lello Arena scrisse la sceneggiatura di No grazie, il caffè mi rende nervoso (1982) di Lodovico Gasparini.

### Televisione
Ha partecipato come autore e in video a L'altra domenica di Renzo Arbore (Rai 2, 1977-79) in diretta da Londra con l'artista Galeazzo Nardini, fra l'altro documentando per la prima volta sulla televisione italiana gruppi di punk rock come Sex Pistols e Ramones. Altri programmi tv con la sua partecipazione: Jeans Concerto (Rai 2, 1980), Che combinazione (Rai 2, 1980), Jenny 20-21 (Odeon TV, 1987 – conduzione), I cervelloni (Rai 1, 1994), Italia sera (Rai 1, 1994); Mio Capitano (Rai 2, 1995); Domenica in (Rai 1, 1996). Speciali realizzati come autore e regista: Tina Turner (Rai 2); Enzo Gragnaniello (Rai 3); www.900.it (Rai 3), Caruso per San Giovanni a Teduccio (Rai 3). Nel 1980 realizzò come autore e regista sei thriller brevi intitolati: Vicolo Cieco per la NET, società di produzione e distribuzione diretta da Walter Veltroni.

### Radio
Autore e conduttore da Broadcasting House (BBC) di tre edizioni di Top 75 e Big Music (Rai Radio 2) di Renzo Arbore; di due edizioni di Song ‘e Napule (Rai Radio 1); di Strawberry Fields (Rai Radio 1); di Message in @ bottle (Rai Radio 1). Nel 2001 ha ideato e condotto per dodici edizioni (2002-2014) il programma Demo, l'acchiappatalenti, striscia quotidiana su Radio Rai Uno dedicata alla musica emergente e indipendente italiana, considerata il primo talent show in assoluto.

### Giornalismo
Ha collaborato con: Ciao 2001, Paese Sera, il Resto del Carlino, La Nazione, Playmen, Il Male, Il Lavoro, L'Occhio, Popster, Rockstar, Giovani, Tv Sorrisi e Canzoni, Tutti Frutti  e LEI. Ha diretto il settimanale astologico 7 Stelle.

### Fotografia
Alcune sue foto compaiono sul libro d'arte Allen Jones Projects (Mathews Miller Dunbar - London 1971). Ritratti del pittore Francis Bacon si trovano sul catalogo dell'esibizione alle Galeries Nationales du Grand Palais (Parigi, 1972), sul catalogo della mostra della Faggionato Fine Arts di Londra Francis Bacon, Paintings from The Estate 1999 e della retrospettiva mondiale organizzata dal Gementemuseum Den Haag (2001). Altre foto del pittore irlandese scattate da Pergolani si trovano a Dublino presso il Museo Hughlane. La Fondazione Van Gogh di Arles (Francia) ha inserito sue foto in una mostra del 2002, le stesse sono entrate nel volume Francis Bacon's Studio di Margarita Cappock edito dalla Merrel Publishers Limited (Londra - New York 2005) e in riviste internazionali di prestigio come C International Photo Magazine (London 2005) e Detritus (London 2005). La sua agenzia fotografica Campus con sede a Fulham, Londra (1973-1979) era specializzata in foto dell'arte inglese del momento, di costume e soprattutto della scena musicale pop/rock inglese e mondiale.

### Teatro
Ha fatto parte della compagnia "Newspace Rev(a)ction" del Circolo La Fede con Giancarlo Nanni, Manuela Kustermann, Valentino Orfeo, Fabio Ciriachi, Giuliano Vasilicò e altri (Festival dei Due Mondi di Spoleto, Festival d'Avignone, Festival di Nancy, Università di Montpellier). È stato direttore artistico del Teatro Tasso di Sorrento e regista ed autore dello spettacolo di danza www.900.it realizzato per l'Accademia Nazionale di Danza di Roma con coreografie di Joseph Fontano.

### Pubblicità
È stato testimonial pubblicitario per la Peter Powell Kites Ltd. (1978), per la Fiat Panda (Cinefiat, 1980) e per il tè Lipton (1981).

### Eventi
Nel 1980 presenta a Bologna in Piazza Maggiore 4 domeniche di musica punk/rock italiana culminate con il concerto dei Clash del 1º giugno. Nel 1981, insieme alla redazione de Il Male, al Beat 72, a Simone Carella, Vincino e L'Università Utopica di Montecatini, organizzò al Mattatoio di Roma un evento dal titolo: Miseria '81 - Festival internazionale dei nuovi poveri.
Dal 2003 al 2014 ha ideato il DEMOLive, serate ed eventi musicali di emergenti in giro per l'Italia, di cui ha curato la direzione artistica. Ha condotto insieme a Renato Marengo il "Ruffano Trend & Blues Festival" nel Salento, il "Lamezia Demofest" a Lamezia Terme, il DEMO d'Autore a Oliveto Citra (SA), il Premio Siae x DEMO a Roma e Avellino, Il LADYAward a Comiso, il DEMOAward al Mei Fest (Festival/Fiera Musicale del Mediterraneo)" e svariati altri eventi tra cui concerti nelle carceri di Rebibbia, di Rieti e di Sollicciano a Firenze, all'interno del Jailhouse Tour di DEMO. Nel 2015 ha organizzato e presentato due giorni di musica per la ASL Roma E nel comprensorio di Santa Maria della Pietà ed è stato protagonista di una serie di eventi narrativi autobiografici presso la libreria L'Altracittà di Roma.

## Opere
- 1996 – Poesie Giapponesi, L'Autore Libri
- 1998 – Song ‘e Napule con Renato Marengo, Rai Eri
- 1999 – Enzo Gragnaniello: dai quartieri al Teatro San Carlo con Renato Marengo, Rai Eri
- 2003 – L'Enciclopedia del pop-rock napoletano con Renato Marengo, Rai Libri
- 2021 – Nudo, L'Altracittà
- 2023 - 'Solitude', 23 piccoli racconti metropolitani - Ediz: Autoprodotto

## Cinema

### Attore
- 1977 – Quel maledetto treno blindato di Enzo G. Castellari
- 1980 – Oggetti smarriti di Giuseppe Bertolucci
- 1980 – Il pap'occhio di Renzo Arbore

### Sceneggiatore
- 1982 – No grazie, il caffè mi rende nervoso con Lello Arena e Massimo Troisi